# Saint-Germain-le-Gaillard (Manica)
Saint-Germain-le-Gaillard è un comune francese di 718 abitanti situato nel dipartimento della Manica nella regione della Normandia.

## Società

### Evoluzione demografica
Abitanti censiti